# Raoul Henriques-Raba
Raoul Henriques-Raba, nacido en 1930 en Neuilly-sur-Seine , es un escultor francés. Dedicado al diseño industrial, inventor del puzle Rotascope y ganador del prestigioso Premio de Roma en escultura.

## Datos biográficos
Alumno de la Escuela de Bellas Artes de París.
En 1955 gana el Premio de Roma en escultura con el bajorrelieve en yeso titulado "La Guerre et la Paix". De 1956 a 1959, permanece en la Villa Médici de Roma , como residente bolsista de la academia de Francia en Roma.
En 1959 se presentan sus esculturas en la primera Bienal de París.
En 1965 participa en la IV Biennale de arte de París.
En 1982 patenta el Rotascope, un puzle inicialmente llamado taquinoscope. a lo largo de los años ha ido evolucionando las aplicaciones de los modelos matemáticos al diseño en tres dimensiones. se trat de un juego de rotaciones de círculos en un plano y de las posibilidades matemáticas de combinación de intersecciones. Puede aplicarse a los juegos infantiles y al diseño.
Es de su invención también un Bandaged cube, parecido al de Rubik, pero con algunas de las piezas rectangulares en vez de cuadradas.
Dedicado al diseño industrial, los modelos matemáticos son utilizados para la realización de objetos maclados. Una parte de sus realizaciones ha sido aplicada al terreno de la iluminación interior, convirtiendo en pantallas para lámparas.

## Obras
Entre las mejores y más conocidas obras de Raoul Henriques-Raba se incluyen las siguientes:
- 1969 lámpara de mesa.

- Rotascope, 1978

- "La Guerre et la Paix".[9] (1955)

- La femme au coq (1953)